# ドイツ桐蔭学園

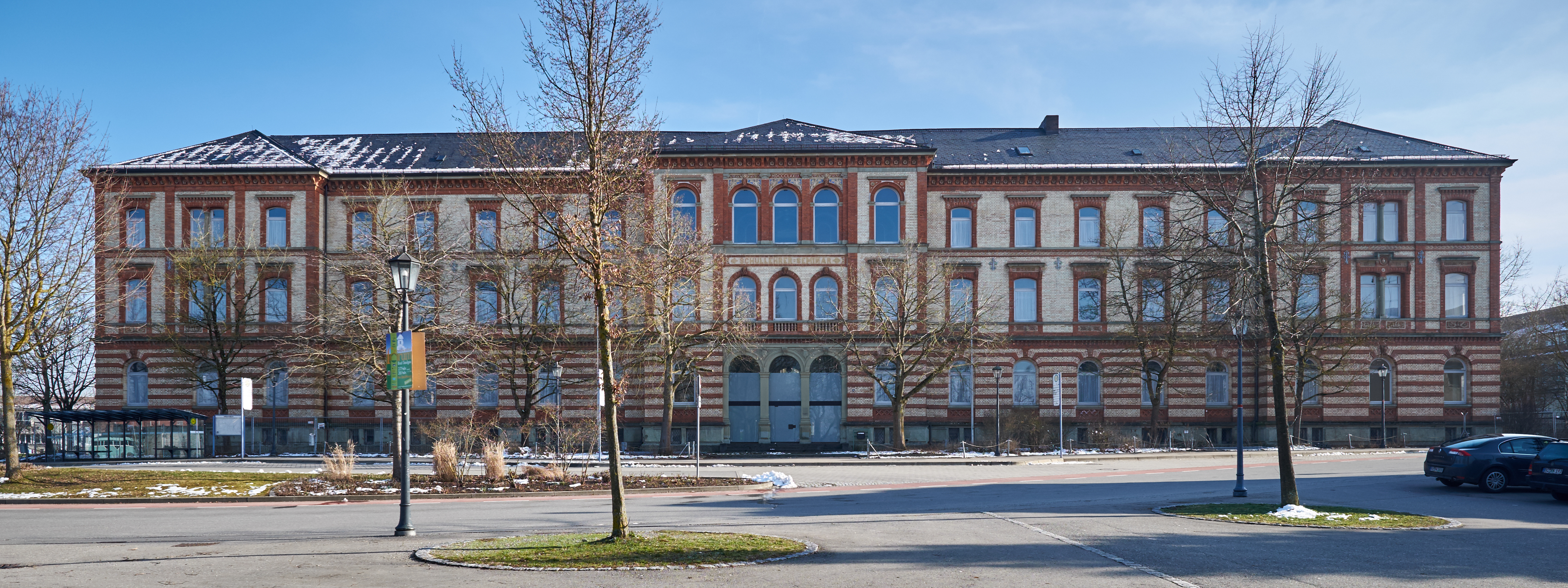
ドイツ桐蔭学園旧本館

ドイツ桐蔭学園（どいつとういんがくえん、Toin Gakuen Schule Deutschland）は、ドイツバーデン＝ヴュルテンベルク州にあった学校法人桐蔭学園が運営していた私立在外教育施設。

## 概要
高校3年になると、横浜の桐蔭学園において、桐蔭学園本校（中等教育学校は別）の生徒とともに授業を受けるシステムをとっていた。
生徒数は約50人。（中学生が約20人、高校生が約30人）
2012年3月末日をもって閉校した。在学していた生徒は横浜本校への編入が行われた。

## 所在地
ドイツ　バーデン＝ヴュルテンベルク州バート・ザウルガウ市

## 施設
- 北棟：女子寮、食堂、図書室、執務室、講堂etc.
- 授業棟：教室、保健室、研究室、機器室etc.
- 南棟：男子寮

## クラブ活動

### 運動部
2009年度現在
- ソフトボール部（2007年度、硬式野球成績2勝4敗、ソフトボール成績1勝3敗）
- 空手部
- バドミントン部
- 剣道部
- 陸上部
- 体操部
- 外部卓球部（2007年度バート・ザウルガウ市選手権18歳以下の部2位）
- 外部テニス部
- 少林寺拳法部

※正式な部活ではないが、ボクシング部なるものが存在する。

### 文化部
2009年度現在
- 軽音楽部
- 散歩写真部
- 英会話レッスン
- 美術部
- 室内楽部
- 華道部
- 歴史散策部
- 演劇部

## 生徒会
半期交代制で、生徒会が設けられる。主に、学校行事に携わって生徒が楽しめるようなレクリエーションをしたり、生徒会主催で学校行事を行ったりする。また、学校予算を使用してレクリエーションで好成績を収めた生徒に賞品（主にお菓子）を授与したりもする。

## 行事

### 前期
- 校外研修Ⅰ（Europa Park ドイツ国内最大のテーマパーク）
- 校外研修Ⅱ（イチゴ狩り、バート・ザウルガウ市内散策）
- 国際交流・スポーツ大会（シュトゥットガルトのギムナジウムの生徒を招いてのイベント）
- サマーキャンプ（行き先は毎年変わる、2009年度はオーストリア、ザルツブルク）

### 後期
- 学園祭
- 校外研修Ⅲ
- ウィンターキャンプ (Austria, Zell am See)
- 校外研修Ⅳ